# Za wzgórzami
Za wzgórzami (rum. După dealuri) – rumuńsko-francusko-belgijski dramat filmowy z 2012 roku w reżyserii oraz według scenariusza Cristiana Mungiu. Scenariusz filmu oparto na książkach Deadly Confession i Judges' Book autorstwa Tatiany Niculescu Bran.
Światowa premiera filmu odbyła się 19 maja 2012 podczas 65. MFF w Cannes, w ramach którego obraz brał udział w konkursie głównym. Na tymże festiwalu reżyser filmu otrzymał nagrodę za najlepszy scenariusz, a ex aequo Cristina Flutur i Cosmina Stratan - nagrodę dla najlepszej aktorki.
Polska premiera filmu miała miejsce 22 lipca 2012 podczas 11. Międzynarodowego Festiwalu Filmowego „Nowe Horyzonty” we Wrocławiu. Następnie 4 sierpnia film zaprezentowany został w ramach 6. Festiwalu Filmu i Sztuki Dwa Brzegi. W Polsce zaczął być wyświetlany w kinach 1 marca 2013.
Obraz był oficjalnym kandydatem Rumunii do Oscara za najlepszy film nieanglojęzyczny podczas 85. ceremonii wręczenia Oscarów ale nie uzyskał nominacji.

## Fabuła
Alina i Voichiţa dorastały razem w sierocińcu. Dziewczyny połączyła przyjaźń, z czasem również miłość, jednak drogi ich się rozeszły. Alina wyjechała za chlebem do Niemiec, gdzie pracuje jako kelnerka, Voichiţa natomiast odnalazła spokój jako mniszka w klasztorze, na skraju niewielkiego miasteczka za wzgórzami. To tutaj właśnie przyjeżdża Alina, aby nakłonić Voichiţę do wyjazdu wraz z nią do Niemiec. Voichiţa waha się, wie, że jeżeli opuści klasztor, nie będzie mogła już tam wrócić; natomiast Alina, która nie wyobraża sobie ponownego rozstania z Voichiţą, kłamie, że chce wstąpić do zakonu, w rzeczywistości chce być blisko Voichiţy. Alina nie chce się jednak podporządkować regule klasztornej, ponadto dostaje ataków epilepsji, co przez władze klasztoru uznane zostaje za opętanie przez diabła. Pop postanawia przeprowadzić egzorcyzmy.

## Obsada
- Cosmina Stratan jako Voichiţa
- Cristina Flutur jako Alina
- Valeriu Andriuță jako pop
- Dana Tapalagă jako matka przełożona
- Cătălina Harabagiu jako siostra Antonia
- Gina Țandură jako siostra Iustina
- Vica Agache jako siostra Elisabeta
- Nora Covali jako siostra Pahomia
- Dionisie Vitcu jako pani Valerică
- Luminița Gheorghiu jako nauczycielka

i inni

## Produkcja
Zdjęcia kręcono w mieście Câmpina (okręg Prahova).

## Odbiór i krytyka filmu
W Polsce Barbara Hollender pisała w „Rzeczpospolitej”, że „W tej historii młodych kobiet jest wszystko, co je otacza, co ukształtowało ich mentalność i sposób myślenia. Ale liczy się tu również delikatna opowieść o miłości i potrzebie bliskości”. Tadeusz Sobolewski z „Gazety Wyborczej” zwrócił uwagę, że Alina sprawuje władzę nad Voichitą, a łączy je „coś więcej niż przyjaźń - fizyczna zależność, przed którą Voichita się broni uciekając do klasztoru”, jednak jego zdaniem film nie osiąga mocy innego filmu Mungiu „4 miesięcy, 3 tygodni, 2 dni”, gdyż „to film pęknięty: przenikliwy w odsłanianiu patologii rzeczywistości”, ale też „pojawia się w nim tendencyjność w ukazaniu prawosławia”.

## Nagrody i nominacje
65. MFF w Cannes

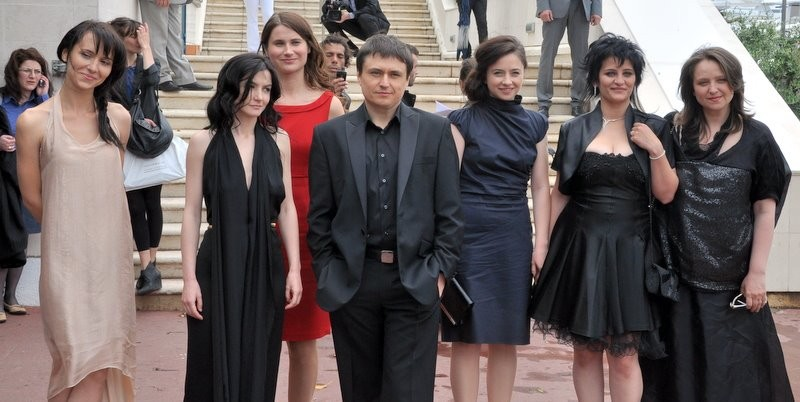
Reżyser i jego aktorki podczas 65. MFF w Cannes (2012).

- nagroda za najlepszy scenariusz − Cristian Mungiu
- nagroda dla najlepszej aktorki − Cosmina Stratan i Cristina Flutur
- nominacja: Złota Palma − Cristian Mungiu

25. ceremonia wręczenia Europejskich Nagród Filmowych
- nominacja: Najlepszy europejski scenarzysta − Cristian Mungiu